# Kriegsgräberstätte Holsthum

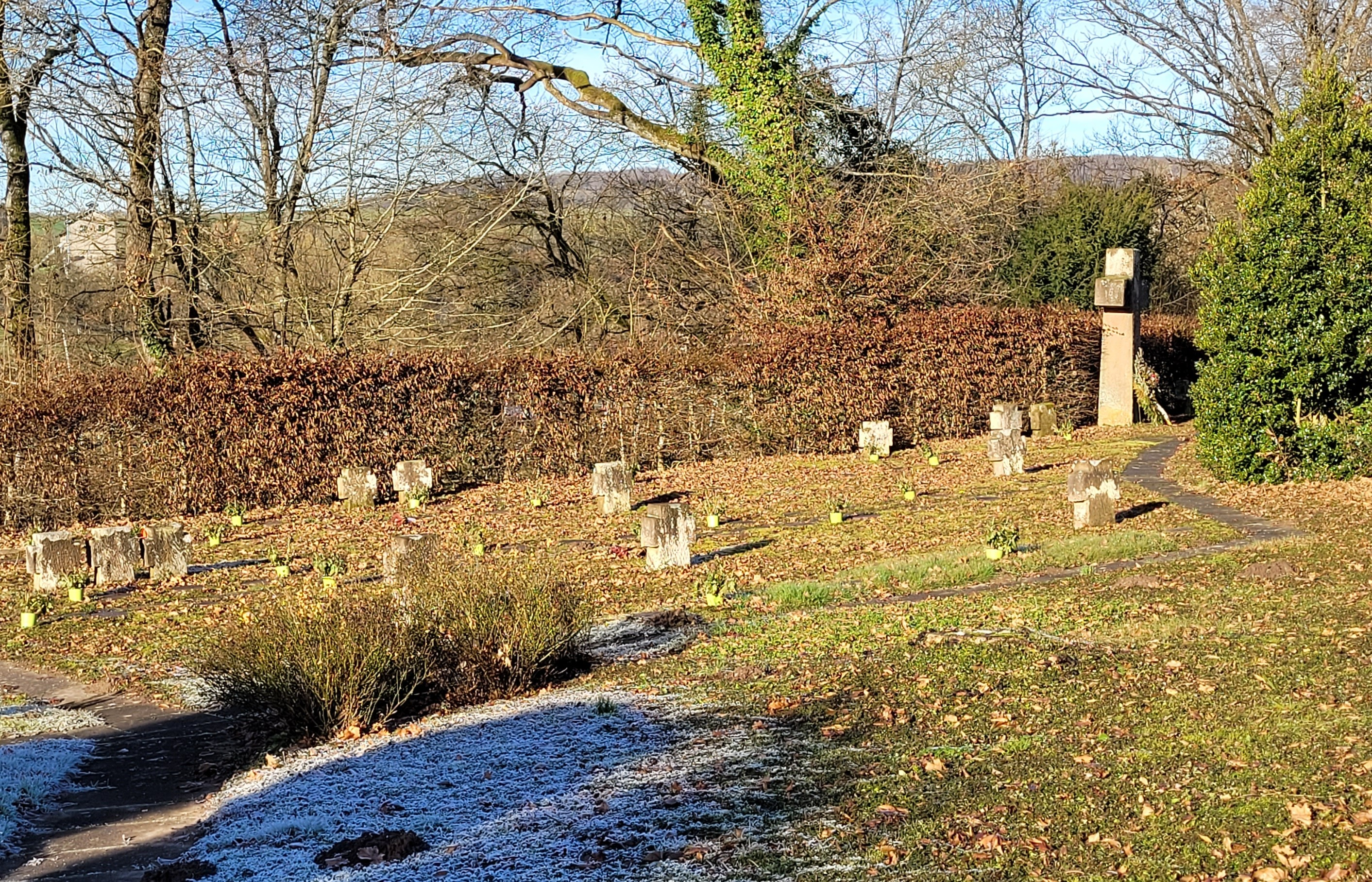
Holsthum, Kriegsgräberstätte (2024)

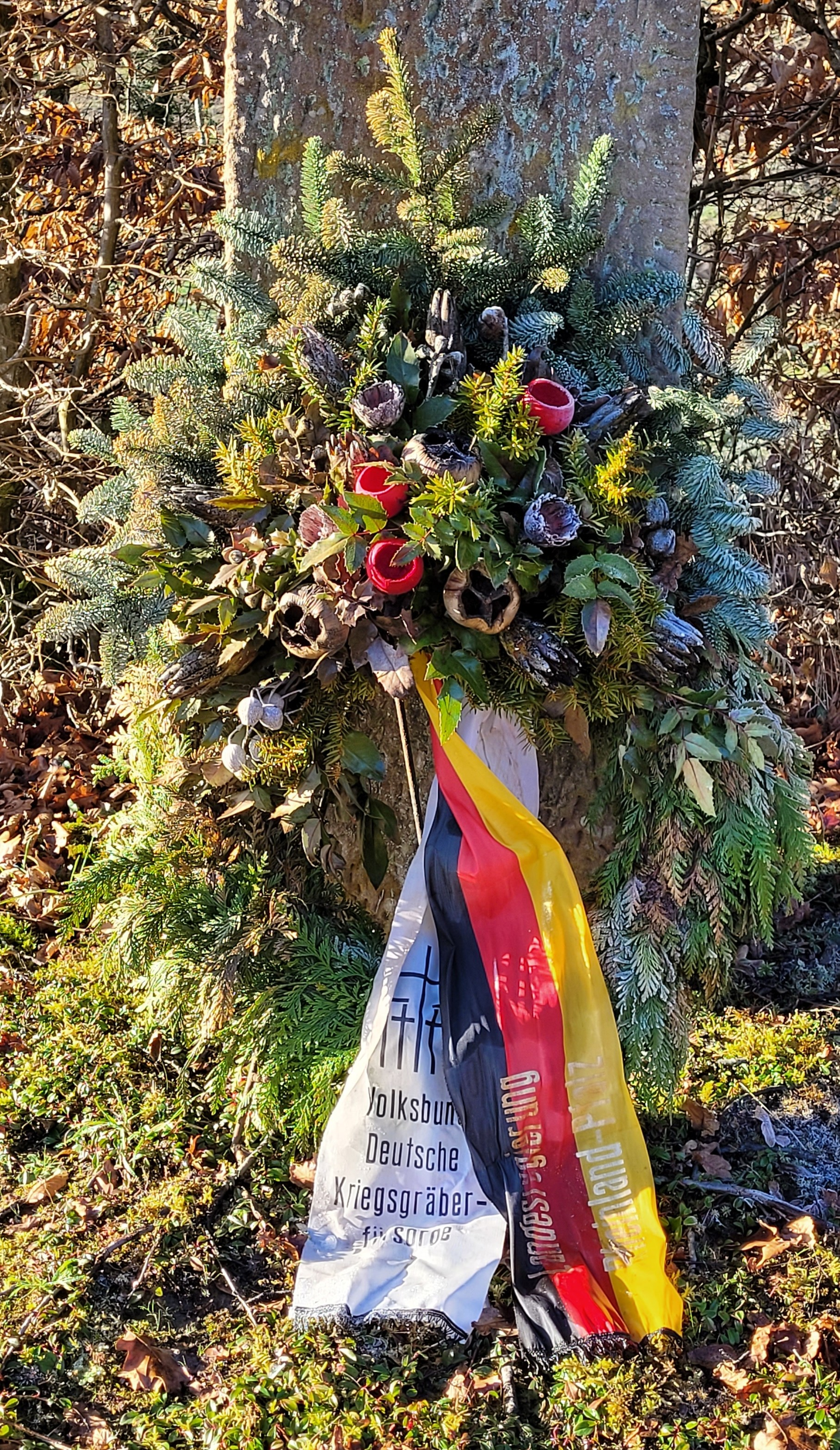
Kranz der Landesregierung und des Volksbunds Deutsche Kriegsgräberfürsorge (2024)

Die Kriegsgräberstätte Holsthum ist ein Soldatenfriedhof in der Ortsgemeinde Holsthum im Eifelkreis Bitburg-Prüm in Rheinland-Pfalz.

## Geographische Lage
Der Soldatenfriedhof befindet sich am südlichen Ortseingang von Holsthum im Prümtal. Das Gelände liegt in leichter Hanglage direkt an der Landesstraße 4.

## Geschichte
Holsthum war während der Ardennenoffensive ein Verbandsplatz, in der damaligen Dorfschule war ein Lazarett eingerichtet. Beim Dorfeingang aus Richtung Prümzurlay bestattete man gefallene Soldaten, teilweise in Massengräbern. Am 20. Dezember 1944 wurde der Generalmajor Kurt Möhring, Kommandeur der 276. Volksgrenadierdivision, auf der Holsthumer Kriegsgräberstätte mit militärischen Ehren begraben. 1951 gab es Bestrebungen, die in Holsthum Bestatteten auf einen zentralen Soldatenfriedhof nach Bitburg oder Helenenberg umzubetten. Das Dorf und die Familien der Gefallenen wehrten sich dagegen. Im November 1953 wurde auf der Kriegsgräberstätte ein Holzkreuz errichtet. Die Angehörigen der Gefallenen und die Dorfbewohner begannen, zu Allerheiligen auch den Soldatenfriedhof gemeinsam zu besuchen. Daraus ergaben sich langjährige Kontakte. Der Friedhof erhielt allmählich einen Altar, eine Umfassungsmauer und die Holzkreuze wurden durch steinerne ersetzt. Der Ausbau erfolgte mit Unterstützung der Landesregierung und in Zusammenarbeit mit dem Volksbund Deutsche Kriegsgräberfürsorge. In der Umgebung notdürftig bestattete Soldaten wurden auf die Holsthumer Kriegsgräberstätte umgebettet, so dass die Anzahl der Bestatteten auf 246 anwuchs. Die fertige Kriegsgräberstätte konnte im Sommer 1961 der Ortsgemeinde im Rahmen einer ökumenischen Feier übergeben werden. Die Familien der dort Bestatteten stifteten 1962 eine neue Glocke für die Kirche in Holsthum.
Der Soldatenfriedhof liegt direkt an der Promenade du Souvenir (Westwallwanderweg), welche über die geschichtlichen Ereignisse der Ardennenoffensive in den Jahren 1944 und 1945 informiert.